# Pleurothallis thysana
Pleurothallis thysana là một loài thực vật có hoa trong họ Lan. Loài này được Luer & J.Portilla mô tả khoa học đầu tiên năm 2001.